# Insar
Интерферометрический радар с синтезированной апертурой (англ. Interferometric synthetic aperture radar, InSAR), представляет собой радиолокационный метод, используемый в геодезии и дистанционном зондировании Земли. Этот геодезический метод использует два или более радиолокационных изображения с синтезированной апертурой (SAR) для создания карт деформации поверхности или цифрового возвышения, используя различия в фазе волн, возвращающихся на спутник или самолет. Метод может потенциально измерять изменения деформации в масштабе миллиметров в течение нескольких дней или лет. Он имеет приложения для геофизического мониторинга стихийных бедствий, например, землетрясений, вулканов и оползней, а также в проектировании конструкций, в частности, для мониторинга оседания и структурной устойчивости.

## Геометрия InSAR
Один радар с синтезированной апертурой получает данные только в двух измерениях (range и azimuth). Это оставляет неопределенность в определении угла, поскольку SAR не различает сигналы от кольца с радиусом, равным дальности до цели. Следовательно, необходимо измерить угол прихода сигнала в плоскости, перпендикулярной движению радара. Это позволит построить точную модель рельефа поверхности. В InSAR это реализуется за счет двух идентичных радаров, которые формируют интерференционную картину.